# Alfred Saint-Yves
Alfred Marie Augustin Saint-Yves, né le 7 mai 1855 à Paris et mort le 8 octobre 1933 à Vernou-sur-Brenne (Indre-et-Loire), est un officier, botaniste et agrostologue français. Il fut un spécialiste, entre autres, du genre Festuca.

## Biographie
Fils d'un ingénieur des ponts et chaussées, il est admis à l'École polytechnique en 1875. Il accomplit une carrière d'officier d'artillerie achevée au grade de chef d'escadron. Il est fait officier de la Légion d'honneur en 1917.

## Hommages
Le genre Yvesia (Poaceae) a été dédié à Alfred Saint-Yves.